# Rude Awakening
Rude Awakening —en español: Rudo despertar— es el último álbum de la banda estadounidense de thrash metal Megadeth antes de su temporal separación, publicado en 2002 por Sanctuary Records.
El álbum estaba planeado para ser grabado en directo en un concierto en Argentina, pero debido a los atentados del 11 de septiembre en el 2001, la banda decidió grabarlo en directo en los Estados Unidos.
El álbum fue un rechazo total de mucho del material suave de Megadeth (como el álbum Risk, del cual no se incluyeron pistas) y fue visto como el regreso a sus días más "pesados" de los 80 y de principios de los 90. (Mucho del material escogido, si no es que todo, fue elegido por seguidores que votaron por ellos en Megadeth.com). 
Las pistas en el álbum y en el DVD fueron tomados de dos conciertos en vivo, interpretados dos noches seguidas en noviembre del 2001. La primera noche fue en el Rialto Theatre en Tucson, Arizona, seguido el día siguiente por una interpretación casi idéntica (para asegurar audio claro y grabaciones de video, y para varias opciones de edición de audio), en el Web Theater en Phoenix, Arizona.

## Listado de canciones

### Disco 1
```
 # 
Dread And The Fugitive Mind
 – 4:12
```

1. Kill The King – 3:50
2. Wake Up Dead – 3:26
3. In My Darkest Hour – 5:28
4. Angry Again – 3:22
5. She-Wolf – 8:17
6. Reckoning Day – 4:24
7. Devil's Island – 5:06
8. Train Of Consequences – 4:30
9. A Tout Le Monde – 4:49
10. Burning Bridges – 4:56
11. Hangar 18 – 4:45
12. Return to Hangar – 3:54
13. Hook In Mouth – 4:40

### Disco 2
1. "Almost Honest" – 3:57
2. "1000 Times Goodbye" – 6:14
3. "Mechanix" – 4:36
4. "Tornado of souls" – 5:47
5. "Ashes in Your Mouth" – 6:04
6. "Sweating Bullets" – 4:38
7. "Trust" – 6:46
8. "Symphony of Destruction" – 4:50
9. "Peace Sells" – 5:22
10. "Holy Wars-The Punishment Due"/"Silent Scorn" – 8:51

## Créditos
- Dave Mustaine: Vocalista y guitarra
- David Ellefson: Bajo
- Al Pitrelli: Guitarra y vocalista de fondo
- Jimmy DeGrasso: Batería

## Lista de posiciones
Álbum
| Año  | Listas            | Posición |
| ---- | ----------------- | -------- |
| 2002 | The Billboard 200 | 1        |

- Datos: Q917655